# لينغواغلوسا
لينغواغلوسا (بالإيطالية: Linguaglossa)‏ هي بلدة تقع في مقاطعة كاتانيا في صقلية في إيطاليا .

## السكان
في سنة 1861 بلغ عدد السكان 8٬077 نسمة، وتطور العدد ليصل في سنة 2011 لـ 5٬416 نسمة.
يظهر هذا المخطط البياني تطور النمو السكاني لـ لينغواغلوسا